# Czarna Wieś (gmina w powiecie białostockim)
Czarna Wieś (ros. Черновесская волость, lit. Čarna Vesės valsčius) – dawna gmina wiejska istniejąca w latach 1861–1954 na Białostocczyźnie. Siedzibą gminy była Czarna Wieś (Kościelna).

## Imperium Rosyjskie
Gmina zbiorowa (włość) Czarna Wieś z siedzibą w Czarnej Wsi (ob. Czarna Wieś Kościelna) powstała w wyniku reformy struktur administracyjnych państwa rosyjskiego w 1861 roku. Była częścią powiatu sokólskiеgo należącego (od 1843) do guberni grodzieńskiej. W 1890 roku gmina Czarna Wieś obejmowała 54 miejscowości i zamieszkiwało ją 3614 osób.

## I wojna światowa
Podczas I wojny światowej gmina wraz z powiatem sokólskim należała do okupowanego przez Niemcy Ober-Ostu (w okręgu Białystok). W przeciwieństwie do innych powiatów byłej guberni grodzieńskiej, gdzie w dużej mierze zachowano podział na rosyjskie gminy zbiorowe, powiat sokólski podległ kompletnej transformacji na szczeblu gminnym. Spośród jego oryginalnych 13 gmin jedynie gmina Czarna Wieś zachowała się, a w miejsce 12 zniesionych gmin utworzono 11 nowych o zupełnie innych granicach:
- W związku z tymi zmianami, zmieniły się też granice gminy Czarna Wieś. Jej północne krańce włączono do nowych gmin w powiecie sokólskim: Korycin, Sokółka i Janów, a jej zachodnie krańce – po rzekę Sokołdę – do nowej gminy Szudziałowo.
- Ponadto, z północnej części gminy Czarna Wieś, wokół stacji kolejowej Czarna Wieś na Kolei Warszawsko-Petersburskiej i prężnie rozwijającego się tam osiedla kolejowego Czarna Wieś utworzono nową, małą gminę Czarna Wieś w powiecie sokólskim, do której przyłączono także południowy fragment zniesionej gminy Kamionka (z Mochnaczem, Polankami i Rogozińskim Mostem).
- Po zmianach tych, gminę Czarna Wieś (wraz z miastem Wasilkowem) włączono do powiatu białostockiego z powodu ich dużo bliższego położenia względem Białegostoku aniżeli Sokółki. Na uwagę zasługuje fakt, iż nowa gmina Czarna Wieś pozostała w powiecie sokólskim; ponieważ obie gminy Czarna Wieś znajdowały się odtąd w dwóch różnych powiatach, to że posiadały tę samą nazwę zmniejszyło ryzyko pomyłki. Podział ten zachowano[6], kiedy zarówno powiat białostocki jak i powiat sokólski przeszły w sierpniu 1919 pod administrację polską[7].

## II Rzeczpospolita
W okresie międzywojennym gmina Czarna Wieś należała do powiatu białostockiego w nowo utworzonym województwie białostockim.
Według Powszechnego Spisu Ludności z 1921 roku w skład gminy Czarna Wieś wchodziły:
- wsie: Czarna Wieś, Karczmisko, Klimki, Kosmaty Borek, Oleszkowo, Ruda Rzeczka, Studzianki, Wólka Poduchowna, Wólka Ratowiecka, Złota Wieś i Złotoria;
- kolonie: Brzozowy Mostek, Burczak, Chmielnik, Dworzysk, Horodnianka, Jałówka, Krzyżyk, Majdan, Małogruzka, Ogóły, Ożynnik, Podkarczmisko, Podratowiec, Ponura, Ratowiec, Rudnia, Sadowy Stok, Zapieczki i Zaścianek;
- oraz leśniczówki: Chmielnik i Czarna Wieś.

Gminę zamieszkiwało w 1921 roku 2691 osób, wśród których 1872 było wyznania rzymskokatolickiego, 799 prawosławnego, a 20 mojżeszowego. Jednocześnie 2682 mieszkańców zadeklarowało polską przynależność narodową, 7 białoruską, a 2 rosyjską. We wsi było 474 budynków mieszkalnych.
1 kwietnia 1927 do gminy Czarna Wieś przyłączono zniesioną gminę Czarna Wieś z powiatu sokólskiego, obejmującą osadę przystacyjną Czarna Wieś, wieś Buksztel, nadleśnictwo Buksztel, wieś i nadleśnictwo Wodokaczka, wieś Zapiecki, kolonię i leśniczówkę Rogoziński Most, kolonię Machnacz, kolonię Polanki, kolonię Jackie Tartaki i leśniczówkę Greńskie. Tak więc obszar wydzielony w większości w 1915 z gminy Czarna Wieś powrócił po 12 latach do gminy macierzystej.
16 października 1933 gminę Czarna Wieś podzielono na 21 gromad.:
- Buksztel – skład: w. Buksztel, kol. Buksztel i gaj. Puszkowo Stojło,
- Chmielnik – skład: w. Chmielnik i gaj. Chmielnik,
- Czarna-Wieś Stacja – skład: st. Czarna-Wieś, gaj. Lipka, w. Jesienicha, budka kolejowa 194 km, budka kolejowa 195 km i budka kolejowa 196 km,
- Czarna Wieś Kościelna – skład: w. Czarna Wieś Kościelna,
- Horodnianka-Kolonia – skład: kol. Horodnianka, kol. Małogruzka, budka kolejowa 189 km i gaj. Dzienisówka,
- Jałówka – skład: w. Jałówka, kol. Zapieczki, kol. Sadowy Stok, kol. Ożynnik, kol. Ponure, kol. Dębowik, nadleśn. Podsupraśl, leśnicz. Czeremchowa Tryba, gaj. Ożynnik, gaj. Czumażówka, gaj. Krzyżowata, gaj. Jałówka, gaj. Trzy Słupki, gaj. Zapieczki, budka kolejowa Zegendorf i gaj. Budzisk,
- Karczmisko – skład: w. Karczmisko, kol. Podkarczmisko, leśnicz. Łazarz, gaj. Karczmisko i gaj. Ładownia,
- Klimki – skład: w. Klimki i kol. Dworzysk,
- Kosmaty Borek – skład: w. Kosmaty Borek,
- Machnacz – skład: w. Machnacz i budka kolejowa 199 km,
- Ogóły – skład: w. Ogóły i kol. Górczak,
- Oleszkowo – skład: w. Oleszkowo,
- Perekał-Zawały – skład: w. Perekał-Zawały i kol. Niedźwiedzia Gać,
- Rogoziński Most – skład: w. Rogoziński Most, w. Polanki, gaj. Rogoziński Most, budka kolejowa 201 km i gaj. Straż,
- Ruda Rzeczka – skład: w. Ruda Rzeczka, budka kolejowa 190 km i budka kolejowa 192 km,
- Rudnia – skład: kol. Rudnia,
- Studzianki – skład: w. Studzianki,
- Wólka Poduchowna – skład: w. Wólka Poduchowna i kol. Zaścianek,
- Wólka Ratowiecka – skład: w. Wólka Ratowiecka, kol. Ratowiec, kol. Podratowiec i gaj. Podratowiec,
- Złota Wieś – skład: w. Złota Wieś,
- Złotoria – skład: w. Złotoria, kol. Brzozowy Mostek i kol. Krzyżyk.

W 1934 roku doszło do zamian nieruchomości państwowych: gruntów o powierzchni łącznej 3,0871 ha, składających się z pasa o powierzchni 0,0871 ha w oddziale 182 w uroczysku Wodokaczka w nadleśnictwie Czarna Wieś wzdłuż północno-zachodniej granicy terenu tartacznego oraz z parceli o powierzchni 3 ha w południowo-wschodniej części oddziału 200 w tymże nadleśnictwie, na grunt o powierzchni 1,0421 ha w uroczysku Wodokaczka w gminie Czarna Wieś. Odtąd Wodokaczka i Zapiecki nie figurują w spisach jako samodzielne miejscowości.

## II wojna światowa (1939–1944)
Podczas II wojny światowej gmina znajdowała się przejściowo poza administracją polską.

## PRL(1944–1954)
Po wojnie gmina należała do powietu białostockiego w woj. białostockim.
Przywrócono przedwojenny podział gmin na gromady, choć z pewnymi zmianami wprowadzonymi przez okupanta. Zmiany te władze polskie usankcjonowały ze znacznym opóźnieniem, bo dopiero 1 czerwca 1951:
- zniesiono gromadę Rogoziński Most, tworząc z niej nową gromadę Polanki;
- zniesiono gromadę Rudnia, włączając ją do gromady Czarna Wieś Kościelna;
- zniesiono gromadę Złotoria (Złotoria, Brzozowy Mostek i Krzyżyk), włączając ją do gromady Ruda Rzeczka;
- zniesiono gromadę Horodnianka-Kolonia, włączając ją do:
  - gromady Złota Wieś (kolonia Horodnianka, Małogruzka i budka kolejowa 189),
  - gromady Ruda Rzeczka (gajówka Dzienisówka).

1 lipca 1952 dokonano jeszcze kilku zmian wewnątrzgminnych:
- nazwę gromady Czarna Wieś Stacja zmieniono na Czarna Wieś;
- zniesiono gromadę Perekał-Zawały (Perekał-Zawały i Niedźwiedzia Gać), włączając ją do gromady Czarna Wieś;
- z gromady Jałówka wyłączono kolonię Ponura, włączając ją do gromady Złota Wieś.

Po zmianach tych, skład gminy Czarna Wieś w dniu 1 lipca 1952 obejmował 17 gromad:  Buksztel, Chmielnik,  Czarna Wieś, Czarna Wieś Kościelna, Jałówka, Karczmisko, Klimki, Kosmaty Borek, Machnacz, Ogóły, Oleszkowo, Polanki, Ruda Rzeczka, Studzianki, Wólka Poduchowna, Wólka Ratowiecka i Złota Wieś.
1 lutego 1953 dokonano dodatkowe zmiany wewnątrzgminne:
- zniesiono gromadę Chmielnik, włączając ją do gromady Oleszkowo;
- z gromady Jałówka wyłączono kolonię Ożynnik, włączając ją do gromady Złota Wieś.

1 kwietnia 1954 do gmina Czarna Wieś przyłączono części obszaru trzech gmin.:
- z gminy Kalinówka w powiecie białostockim – miejscowość Lacka Buda Kolonia, należącą dotąd do gromady Brzozówka (włączając ją do gromady Oleszkowo[19]);
- z gminy Sokółka w powiecie sokólskim – obszar lasów państwowych Nadleśnictwa Czarna Wieś o powierzchni 1.739,62 ha;
- z gminy Korycin w powiecie sokólskim – obszar lasów państwowych Nadleśnictwa Czarna Wieś o powierzchni 1.414,46 ha.

Gminę Czarna Wieś zniesiono 29 września 1954 wraz z reformą wprowadzającą gromady w miejsce gmin. W chwili zniesienia gminy dokonano jeszcze kilka ostatnich zmian w strukturze dotychczasowych gromad:
- od gromady Jałówka odłączono Czumażówkę (weszła w skład nowej gromady Czarna Wieś),
- od gromady Ruda Rzeczka odłączono Brzozowy Mostek (wszedł w skład nowej gromady Czarna Wieś),
- od gromady Złota Wieś odłączono Ponure (weszło w skład nowej gromady Czarna Wieś).

## Dalsze losy
1 stycznia 1973, wraz z kolejną reformą administracyjną reaktywującą gminy, utworzono w powiecie białostockim gminę Czarna Białostocka, w skład której wszedł obszar prawie całej gminy Czarna Wieś, oprócz:
- sołectw Studzianki i Wólka Poduchowna, które weszły w skład nowej gminy Wasilków w powiecie białostockim,
- wsi Jałówka, która weszła w skład nowej gminy Supraśl w powiecie białostockim (w skład sołectwa Zapieczki),
- wsi Polanki, która weszła w skład reaktywowanej gminy Sokółka w powiecie sokólskim (w skład sołectwa Jałówka),
- wsi Buksztel, która od 1956 roku znajdowała się w granicach Czarnej Białostockiej.

Nowa gmina Czarna Białostocka objęła jednak znacznie inny obszar, bo w skład jej weszły także sołectwa należące przed 1954 do gmin Korycin i Kalinówka.